# Statistiques économiques
Les statistiques économiques sont un domaine de la statistique appliquée qui concerne la collection et l'analyse de données concernant l'économie. 

## Concept
Les statistiques économiques naissent avec l'émergence de la statistique publique, permise par le renforcement des États au XIXe siècle. Cette dynamique se renforce dans l'entre-deux-guerres. 
Le terme de statistiques économiques désigne également l'ensemble des données agrégées par les puissances publiques ou les institutions internationales sur des sujets liés à l'économie.
Les statistiques sont aujourd'hui un pilier de l'enseignement de l'enseignement de l'économie ainsi que des sciences de gestion.